# Brett Angell
Pour les articles homonymes, voir Angell.
Brett Ashley Mark Angell était un footballeur anglais né le 20 août 1968 à Marlborough.

## Carrière
- 1986-1987 : Portsmouth  Angleterre
- 1987-1988 : Cheltenham Town  Angleterre
- 1988 : Derby County  Angleterre
- 1988-1990 : Stockport County  Angleterre
- 1990-1993 : Southend United  Angleterre
- 1993 : → Everton (prêt)  Angleterre
- 1994 : → Everton (prêt)  Angleterre
- 1994-1995 : Everton  Angleterre
- 1995-1996 : Sunderland  Angleterre
- 1996 : → Sheffield United (prêt)  Angleterre
- 1996 : → West Bromwich Albion (prêt)  Angleterre
- 1996 : → Stockport County (prêt)  Angleterre
- 1996-2000 : Stockport County  Angleterre
- 1999-2000 : → Notts County (prêt)  Angleterre
- 2000 : → Preston North End (prêt)  Angleterre
- 2000-2002 : Walsall  Angleterre
- 2002 : Rushden & Diamonds  Angleterre
- 2002 : Port Vale FC  Angleterre
- 2002-2003 : Queens Park Rangers  Angleterre